# Радж Редді
Даббала Раджагопал «Радж» Редді (англ. Dabbala Rajagopal "Raj" Reddy; 13 червня 1937 року, Катур, Індія) — індійсько-американський вчений у галузі теорії обчислювальних систем, професор з інформатики та робототехніки при університеті Карнегі-Меллон.
Нагороджений в 1994 році премією Тюрінга за досягнення в дослідженні штучного інтелекту, зокрема експертних систем.

## Походження та навчання
Редді Радж народився в індійській провінції Андгра-Прадеш.
Почав навчання на батьківщині, отримав титул бакалавра в 1958 році. Потім переїхав до Австралії, де отримав титул магістра при Університеті Нового Південного Уельсу в 1960 році. Шість років потому Редді отримав титул доктора філософії з інформатики, написавши при Стенфордському університеті дисертацію під керівництвом майбутнього лауреата премії Тюрінга Джона Маккарті.

## Трудова кар'єра
З 1960 по 1963 рік Редді працював в корпорації IBM в Австралії. Після захисту дисертації у 1966-му, Редді працював три роки доцентом в Стенфорді. У 1969 році він став ад'юнкт-професором при університеті Карнегі-Меллон, де отримав повну професуру в 1973 році й, нарешті, став професором університету в 1984 році.

## Наукова діяльність
З того часу Редді брав участь у створенні й розвитку факультетів і лабораторій з дослідження штучного інтелекту, робототехніки, людино-машинної взаємодії, мовних технологій та машинного навчання. Паралельно зі своєю діяльністю в Піттсбурзі, Радж Редді всіляко сприяв створенню і розвитку закладів вищої освіти на своїй батьківщині. Так, він є одним з керівників університету в Гайдарабаді, а також ректором університету Раджива Ганді у своїй рідній провінції Андгра-Прадеш.

## Нагороди
- 1984 — нагороджений Орденом Почесного легіону президентом Франції Франсуа Міттераном[6]
- 1994 — Премія Тюрінга разом з Едвардом Фейгенбаум[7]
- 2001 — Падма Бхушан
- 2004 — Премія Окава[8]
- 2005 — Премія Хонда[9]
- 2006 — Vannevar Bush Award[10]